# Kapitel
Kapitél (iz latinsko caput - glava), ali tudi glavič, je arhitekturni element, sestavni del stebra, njegov zgornji zaključni del, ki je pogosto okrašen z rastlinskim ali figuralnim okrasjem. Je del, ki nosi obtežbo nosilca (arhitrav) ali loka (oboka).
Način plastičnega oblikovanja kapitela se je menjal tekom stilskih obdobij. Najzgodnješi v egipčanski umetnosti je bil v obliki lotosovega cveta ali papirusa. V antični grški umetnosti se po obliki kapitela razlikujejo stili v arhitekturi (dorski slog, jonski slog in korintski slog). V rimski umetnosti se je pojavil kompoovnizitni (kombinacija jonskega in korintskega kapitela). V pozni antiki so se rastlinski in drugi okrasni elementi vse bolj stilizirali. V bizantski umetnosti so se uporabljale nove oblike kapitelov (košarasti, trapezasti, čipkasti in podobno), uporabljal pa se se tudi impost vložka nad kapitelom. V romaniki so se pojavili novi tipi kapitelov, od najenostavnejših kockastih in gobastih do kapitelov s figuralnimi reliefi. V gotiki so bili pogosti kapiteli z listnatim okrasjem (na primer list vinske trte).
Od renesanse dalje prevladujejo antične oblike kapitelov.

## Oblike kapitelov
V arhitekturi so bile uporabljene različne oblike kapitelov, kot so:
| - akantov, - almohadijski, - anglo-saksonski, - antni ali kapitel na antah, - baročni, - bizantinski oziroma zgodnjekrščanski, - brstični, - čašasti, - dorski, - dorsko-toskanski, - fantazijski, | - figuralni, - gobasti, - gubasti, - jeserijski, - jonski, - jonski vogalni, - kapitel s kvadri, - s palmetami, - z zgrbančenimi listi, - z živalskimi figurami, - kockasti kapitel, | - kockasti opečni, - kockasto-čašasti, - kockasto-lečasti, - kompozitni, - korintski, - krožnikasti, - listni, - pilastrski, - piščalasti, - po jonskem oblikovani, - po korintskem oblikovani (karolinški, otonski), | - poligonalni, - renesančni, - rimsko-dorski, - rimsko-jonski, - rimsko-korintski, - stalaktitni, - toskanski, - trstični, - volutasti in - živalski kapitel. |

## Predklasični kapiteli
Dva najstarejši egiptovska kapitela sta pomembna in temeljita na cvetu lotosa in rastlini papirus in to na stebrih v obliki datljeve palme. To so bili glavni tipi, ki so jih uporabljali Egipčani, dokler pod Ptolemajci v 3. do 1. stoletju pred našim štetjem, niso uporabili razne druge rečne rastline, pa tudi klasični lotusov kapitel je doživel različne spremembe.
Nekakšen spiralni kapitel je prikazan v asirskih reliefih, vendar asirski kapitel nikoli ni bil najden. Okrašene baze razstavljene v Britanskem muzeju so sprva napačno interpretirali kot kapitele.
V Ahemenidski Perziji so imeli kapiteli nosilce v obliki leva ali grifina, ki sta stala levo in desno in služila za podporo arhitravu; na hrbtu sta nosila druge nosilce položene pod pravim kotom, da bi podpirali navzkrižni les. Obilna dekoracija pod nosilcem kapitela v Kserksovi palačah v Suzi in drugje, nima nobene strukturne funkcije ampak daje nekaj možnosti za podaljšanje gredi.
Najzgodnejši egejski kapitel, ki je prikazan na freskah v Knossosu na Kreti (1600 pr. n. št. ) je bil konveksnega tipa, verjetno oblikovan v štukaturi. Kapiteli drugega, konkavnega tipa, ki imajo bogato izrezljane primere stebrov v grobnici Agamemnona v Mikenah (okoli 1100 pr. n. št.) so izrezljane v cik-cak obliki in s konkavnim apophyge na katerem so vrezani brsti nekaj rož.

## Klasični kapiteli
Dorski kapitel je najpreprostejši od petih klasičnih slogov / redov: razdeljen v dva dela: prvi je ehinus, ki spominja na napihnjeno, krivuljasto blazinico, drugi pa je abakus – kvadratasta stisnjena plošča, na kateri počiva preklada. V Apolonovem templju v Sirakuzah (okoli 700 pr. n. št.) je okrašen ehinus postal bolj dokončna oblika, ki v Partenonu doseže svoj vrhunec, pri čemer je konveksnost na vrhu in na dnu nežno združena krivulja. Poševna stran ehinusa postane bolj položna v kasnejših obdobjih in v Koloseju v Rimu tvori četrtino obrata.
Pri jonskem kapitelu sta dve simetrični, skodrani voluti vstavljeni med abakus in ovolo. Preklada naj bi v tem slogu poudarjala vodoravnost – zato ima tri stopnje, ki segajo rahlo druga čez drugo. Nad preklado je nepretrgan ornamentalni friz.
V jonski kapitelih Artemidinega templja v Efezu (560 pr. n. št.) je širina abacusa dvakrat večja od globine, zato je bil zgodnji jonski kapitel skoraj nosilec. Stoletje pozneje, v templju na Ilissusu je abakus postal kvadrat.
Korintski kapitel je kompromis, ki se je razvil iz jonskega. Jonski kapitel je nadomestil z visokim košarastim kapitelom iz zglajenih akantovih listov. Listje grškega korintskega kapitela temelji na Acanthus spinosus, rimskega na Acanthus mollis. Listi so navadno vklesani v dveh vrstah ali pasovih, kot listnata skodelica ena v drugi. Eden izmed najlepših korintskih kapitelov je v Tholosu pri Epidavru (400 pr. n. št.) in ponazarja prehod med starejšim grškim kapitelom, kot je v Bassae ter rimsko različico renesančne in sodobne arhitekture.
Še dve, specifično rimski arhitekturni obliki imata svoje značilne kapitele, primitivni toskanski kapiteli, ki so se običajno uporabljali v vojaških stavbah in so podobni grškim dorskim, vendar z manj malih ornamentov in izum kompozitnega kapitela, ki je združil jonske volute in korintske listne oblike, razmerja pa so poljubna. 
Povečana uporaba kompozitnih kapitelov kaže na trend k svobodnejši, bolj domiselni (in pogosto bolj grobo klesani) uporabil kapitela v pozni antiki.

## Indo-korintski kapiteli
Indo-korintski kapiteli so krone stebrov ali pilastrov, ki jih lahko najdemo na severozahodu indijske podceline in običajno združujejo helenistične in indijske elemente. Ti kapiteli so običajno datirani v 1. stoletje pred našim štetjem in predstavljajo pomembne elemente grško-budistične umetnosti. 
Klasična oblika se je pogosto prilagodila v bolj podolgovato obliko, včasih pa v kombinacijo s spiralo, na splošno v kontekstu budističnih stup in templjev. Indo-korintski kapiteli vključujejo tudi elemente Bude ali Bodhisatev kot centralne like, obdane z in pogosto v senci, razkošnih listov korintske oblike.

## Post-klasični evropski kapiteli

### Vzhodni kapiteli
Vzhodni rimski ali bizantinski kapiteli imajo neskončno oblik. Klasični rimski kompozitni kapiteli se zdi, da so bili najljubša vrsta. Blok kamna kot je prišel iz kamnoloma, je kipar razvijal v nove modele v skladu z modo, tako da so se redko ponavljali. Ena od najpomembnejših oblik ima liste izrezljane kot da bi pihal veter. Najboljši primer je Hagija Sofija v Solunu iz v 8. stoletja. Tisti, ki so v stolnici svetega Marka v Benetkah (1071) so posebej pritegnili Johna Ruskina. Drugi omembe vredni so v Sant'Apollinare v Classe, Ravena (549). 
Kapitel v San Vitale v Raveni (547) kaže, da je nad njim dosseret, potreben za izvedbo loka, ki je bil veliko širši od abakusa kapitela. Na vzhodnoevropskih kapitelih so občasno konvencionalno izrezljani orel, lev in jagnje.

### Zahodni rimski in gotski kapiteli
V rimski arhitekturi ter gotskem stavbarstvu se kapiteli po vsej zahodni Evropi predstavljajo zelo različno. Tako kot na vzhodu je kipar razvil svoj model v skladu z blokom kamna, vendar gre na zahodu še dlje, saj množi stebriče in pomole.
Zgodnja oblika kapitela v Lombardiji in Nemčiji je znana kot varovalni pokrov, pri katerem je spodnji del kocke izrezan za ločni nosilec. Te vrste so bile najprej naslikane z geometrijskimi modeli, potem izrezljane.
Najboljše rezbarije prihajajo iz Francije, zlasti iz okolice Pariza. Najbolj raznoliko so klesali v letih 1130–1170. Dobro so prikazane v petih delih The Ark of God zgodovinarja Johna Jamesa.
V Veliki Britaniji in Franciji so liki na kapitelih včasih polni značajev. Ti kapiteli vendar niso enaki tistim iz zgodnjega angleškega obdobja, v katerem so listje obravnavali kakor da kopirajo kovino in je zato neskončno oblik, ki se nahajajo tako v cerkvah v majhnih vasicah kot tudi v katedralah.

## Renesančni in post-renesančni kapiteli
V obdobju renesanse je funkcija postala najbolj pomembna in njena raznolikost skoraj tako velika kot v rimskih in gotskih slogih. Pilaster, ki je bil v tem obdobju na veliko uporabljan, je bil izveden v visokem reliefu. To je vplivalo na modele kapitelov. Tradicionalna oblika kompozitnega kapitela iz 15. stoletja obrača volute navznoter, zgoraj so togi klesani listi. V novih renesančnih kombinacijah so na kapitelih večinoma ornamenti iz klasičnih rimskih virov.
Renesansa je bila toliko kot reinterpretacija oživitve klasičnih norm. Na primer, volute antičnih grških in rimskih jonskih kapitelov so ležale v isti ravnini kot arhitrav nad njimi. To je ustvarilo neroden prehod na vogalu kjer je, na primer, oblikovalec templja Atene Nike na Akropoli v Atenah prinesel zunanje volute na koncu kapitela pod 45 - stopinjskim kotom. Ta težava je bila bolj zadovoljivo rešena z arhitektom Sebastianom Serliom iz 16. stoletja, ki je navzven nagnil vse volute jonskih kapitelov. Od takrat dalje so uporabljali antične jonske kapitele namesto različice Serlio, kot oživitev grške arhitekture.
V mejah spodobnosti je bila v klasični tradiciji sprejemljiva vedno določena količina inventivne igre. Ko je Benjamin Latrobe prenovil vežo senata na Kapitolu ZDA leta 1807, je uporabil šest stebrov z amerikaniziranim klasjem koruze namesto evropskih akantovih listov. Kot poroča Latrobe je Thomas Jefferson v avgustu 1809 dejal:
"Ti kapiteli v poletni sezoni dobijo od mene več aplavza kot člani kongresa za vse delo, ki ga naredijo. Krstili so jih kot kapitele »koruzni storž«.
- Bizantinski kapitel
- Rimski kapitel
- Gotski kapitel
- Kapitel v samostanu Cuxa, The Cloisters, New York City
- Grozljive maske so bile popularen motiv za kapitele v cerkvah v severni Evropi